# Elsø (parochie)
Elsø is een parochie van de Deense Volkskerk in de Deense gemeente Morsø. De parochie maakt deel uit van het bisdom Aalborg en telt 188 kerkleden op een bevolking van 207 (2004).
Historisch maakt de parochie deel uit van de herred Morsø Sønder. In 1970 werd de parochie opgenomen in de toen gevormde gemeente Morsø.
Agerø · Alsted · Bjergby · Blidstrup · Dragstrup · Ejerslev · Elsø · Erslev · Flade · Frøslev · Galtrup · Hvidbjerg · Jørsby · Karby · Ljørslev · Lødderup · Mollerup · Nykøbing M · Ørding · Øster Assels · Øster Jølby · Ovtrup · Rakkeby · Redsted · Sejerslev · Skallerup · Solbjerg · Sønder Dråby · Sundby · Tæbring · Tødsø · Vejerslev · Vester Assels
- Virtual International Authority File: 134152138662110982545